# Dubusia taeniata
Dubusia taeniata là một loài chim trong họ Thraupidae.